# Вечірній лабіринт
«Вечірній лабіринт» (рос. «Вечерний лабиринт») — російська радянська ексцентрична сатирична кінокомедія 1980 року.

## Сюжет
Шеф (Володимир Басов) і його підлеглий Алексєєв (Віктор Іллічов) розробили атракціон — залізобетонний лабіринт з «розрахунковим часом блукання» 3 години 18 хвилин і з повчальними написами в тупиках. Приїхавши до обласного центру, щоб «проштовхнути» свій проект у начальника «Главаттракціона», і оселившись в різних місцях — Алексєєв у родичів, а начальник — в готелі (який сам став для них «вечірнім лабіринтом»), вони переживають безліч комічних ситуацій і безглуздих пригод. Типовий радянський готель поставлений "на вуха", але в підсумку кожен отримав, то що шукав.

## У ролях
- Володимир Басов —  шеф
- Віктор Іллічов —  Алексєєв
- Тетяна Васильєва —  секретарка Елеонора
- Олександр Лазарєв —  начальник
- Валентина Тализіна —  чергова по поверху
- Микола Парфьонов —  гардеробник
- Тетяна Новицька —  співачка в ресторані
- Олександр Пашутін —  офіціант
- Георгій Светлані —  ліфтер  (озвучив Георгій Мілляр)
- Михайло Кокшенов —  швейцар
- Лев Поляков —  метрдотель
- Раднер Муратов —  вантажник
- Галина Семенова —  контрабасистка
- Анатолій Обухов —  постоялець
- Валентина Ушакова —  відвідувачка ресторану
- Олена Вольська —  прибиральниця
- Олександра Данилова —  прибиральниця на поверсі
- Вадим Захарченко —  постоялець з сусіднього номера
- Валентина Ушакова —  відвідувачка ресторану  (в титрах не вказано)

## Знімальна група
- Автор сценарію:  Георгій Ніколаєв
- Режисер: Борис Бушмельов
- Оператор: Марк Дятлов
- Художник: Елеонора Немечек
- Композитор:  Георгій Гаранян
- Текст пісень  Георгій Ніколаєв